# Museum de Fundatie
Le Museum de Fundatie est un musée des beaux-arts qui se situe à Zwolle.
Museum de Fundatie fait partie de la fondation Hannema-de Stuers qui comprend également le Kasteel het Nijenhuis situé à Heino. Museum de Fundatie possède une collection d’œuvres d’art, datées de la fin du Moyen Âge à aujourd’hui, réunie par Dirk Hannema (en), ancien directeur du musée Boijmans Van Beuningen. Outre la vaste collection, Museum de Fundatie organise également tous les trois mois de nouvelles expositions très diversifiées. En 2015, Museum de Fundatie a battu un record de visites avec 310 000 visiteurs.

## Lieux
La collection du musée est répartie entre deux sites :

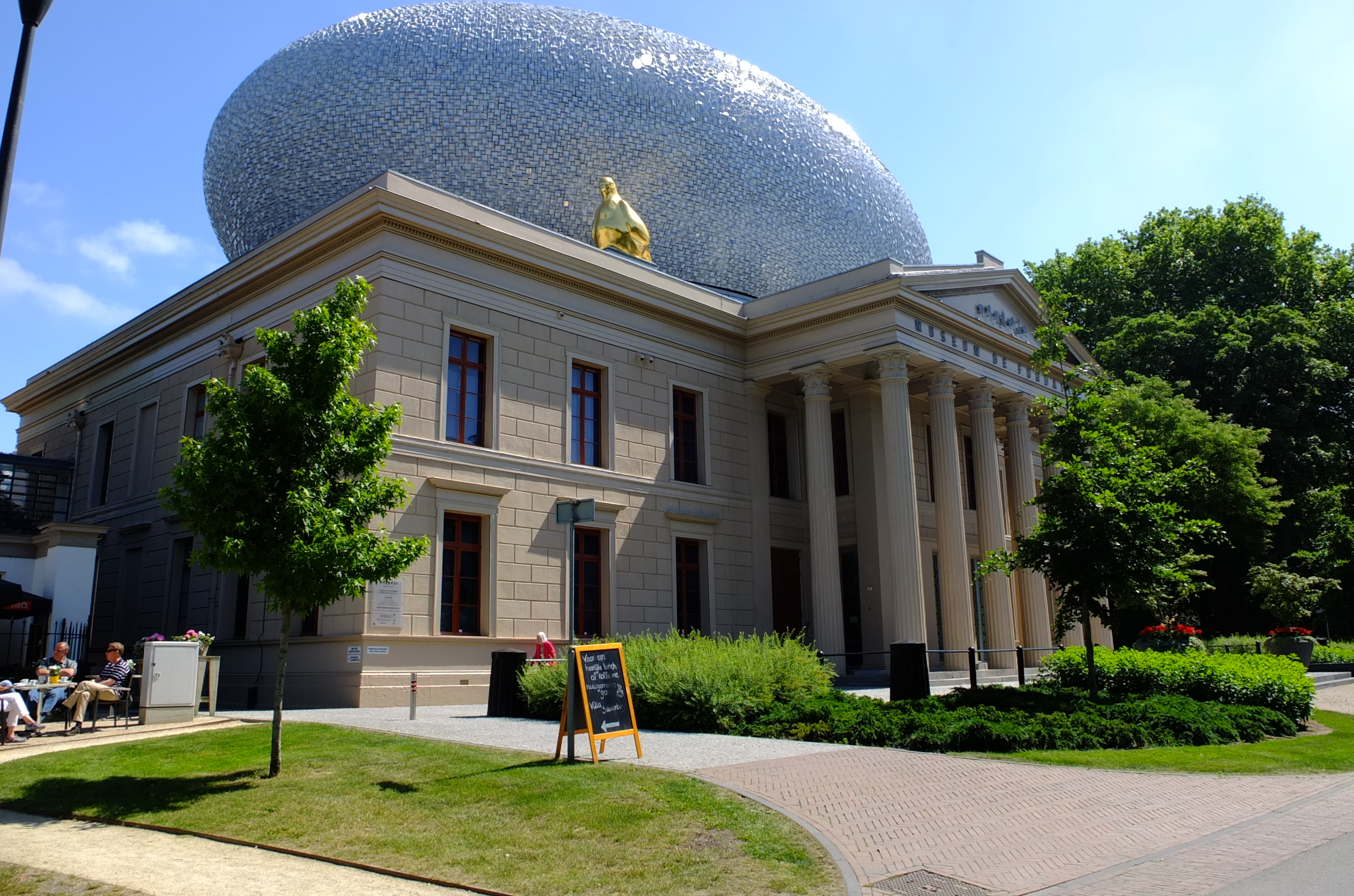
Museum de Fundatie, Zwolle

### Museum de Fundatie situé à Zwolle

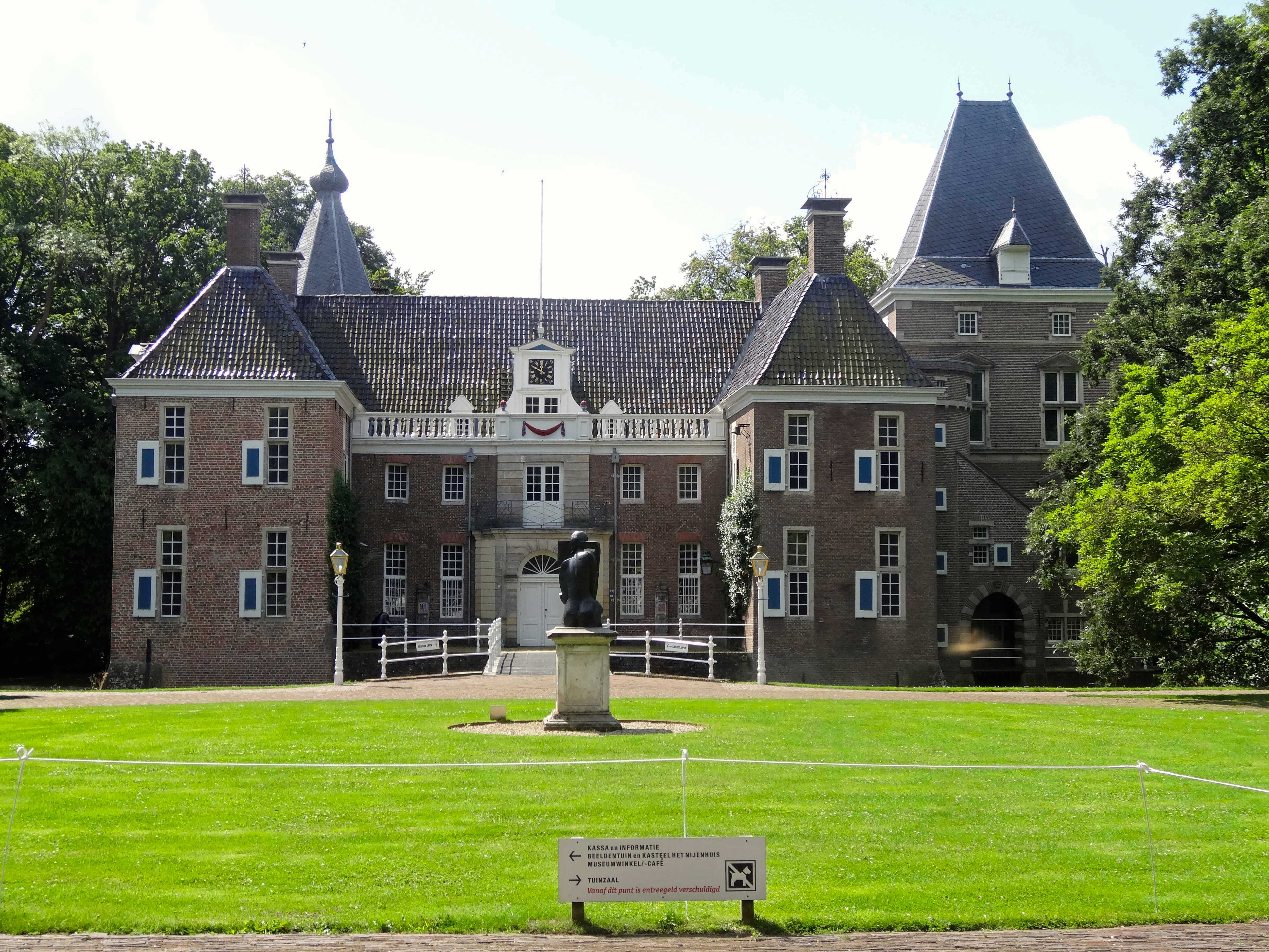
Kasteel het Nijenhuis

Cet ancien palais de justice fut construit en style néoclassique entre 1838 et 1841, selon le projet de l’architecte originaire de La Haye, Eduard Louis de Coninck. Dans les années 1980, l’immeuble de justice connut une transformation radicale réalisée par l’architecte Arne Mastenbroek afin de pouvoir accueillir le nouveau service de traitement informatique du service national d’urbanisme. Après une deuxième transformation réalisée par Arne Mastenbroek, le palais devint un musée à part entière à partir de 1994. De 1994 à 2001, il hébergea le musée de l’art naïf et de l’art brut. En 2004-2005, l’ancien immeuble de justice fut de nouveau transformé par l’architecte Gunnar Daan pour laisser place au Museum de Fundatie. En 2012-2013, le musée fut agrandi pour accueillir une nouvelle salle d’exposition sur le toit de l’immeuble existant. Cet ajout ovale en forme de boule est un concept des architectes Bierman Henket.

### Kasteel het Nijenhuis à Heino
Ce manoir construit au XIVe siècle, appelé Het Nijenhuis, est situé à proximité du village de Heino. Il se trouve toutefois sur le territoire de la commune d’Olst-Wijhe. Il appartient à la province d’Overijssel et Dirk Hannema y vécut de 1958 jusqu’à son décès en 1984. Ce collectionneur d’œuvres d’art était entre autres le directeur du musée Boijmans Van Beuningen. Il a légué sa collection à la fondation Hannema-de Stuers et ainsi au Museum de Fundatie. En 2004, après sa restauration, le Nijenhuis fut ouvert au public. Le jardin des statues qui entoure le manoir est un des plus grands des Pays-Bas. Dans le jardin, plus de quatre-vingt-dix statues des XXe et XXIe siècles sont exposées qui proviennent des Pays-Bas et de l’étranger.

## Collection

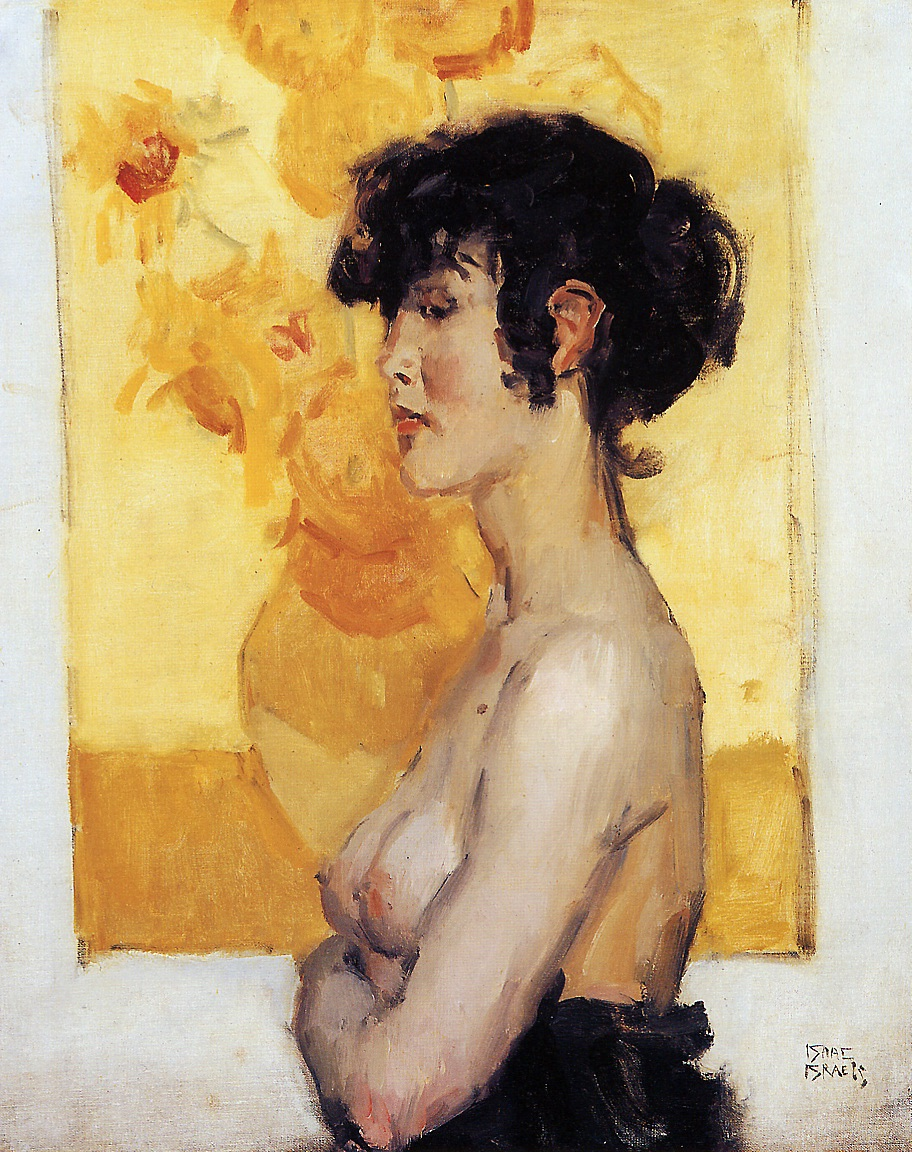
Femme de profil devant les tournesols de Van Gogh (1917) par Isaac Israëls

La collection comprend des œuvres notamment de :
- Corneille
- Paul Citroen
- Jan Toorop
- Charley Toorop
- Isaac Israëls
- Jan Weissenbruch
- Piet Mondriaan
- Ossip Zadkine
- Auguste Rodin
- Karel Appel
- Jan Cremer (en)
- William Turner
- Vincent van Gogh
- Franz Marc
- Antonio Canova
- Bernardo Strozzi